# Quioque
Quiogue es un lugar designado por el censo (o aldea) ubicado en el condado de Suffolk, en el estado estadounidense de Nueva York. En el año 2010 tenía una población de 816 habitantes. El nombre de la localidad (antiguamente Quioque) fue corregido por la Oficina Nacional del Censo en 2010.

## Geografía
Quiogue se encuentra ubicado en las coordenadas 40°49′17″N 72°37′48″O / 40.82139, -72.63000. Según la Oficina del Censo, la ciudad tiene un área total de 4,37 km² (1,7 mi²), de la cual 3,26 km² (1,3 mi²) es tierra y 1,11 km² (0,4 mi²) (25.5%) es agua.

## Demografía
Según la Oficina del Censo en 2000 los ingresos medios por hogar en la localidad eran de $50,759, y los ingresos medios por familia eran $62,250. Los hombres tenían unos ingresos medios de $38,036 frente a los $31,696 para las mujeres. La renta per cápita de la localidad era de $29,939. Alrededor del 5.5% de la población estaban por debajo del umbral de pobreza.